# Ligne 9 du métro de Mexico
Pour les articles homonymes, voir Ligne 9.
La ligne 9 est une des douze lignes du métro de Mexico, au Mexique.
Elle dessert 15,4 km de ligne et 12 stations.

## Histoire

### Chronologie
- 1983 : lancement des travaux de la ligne
- 26 août 1987 : prolongement de Pantitlán et Centro Médico
- 26 août 1987 : prolongement de Centro Médico à Tacubaya

### Liste des stations
- Tacubaya
- Patriotismo
- Chilpancingo
- Centro Médico
- Lázaro Cárdenas
- Chabacano
- Jamaica
- Mixiuhca
- Velódromo
- Ciudad Deportiva
- Puebla
- Pantitlán